# Ski d'été
Le ski d'été désigne la pratique du ski alpin en période estivale, soit de juin à septembre dans l'hémisphère nord et de décembre à mars dans l'hémisphère sud, en opposition à la pratique usuelle du ski en périodique hivernale. Cette activité n'est possible qu'en présence d'un névé ou d'un glacier comportant des pistes de ski et souvent avec la présence de remontées mécaniques, parfois installées directement sur la glace.

## Histoire
Née peu de temps après l'apparition du ski alpin dans les Alpes au début du XXe siècle et surtout à partir des années 1930, le ski d'été connait son essor dans la seconde moitié du siècle, alors que les stations de sports d'hiver se développent et que de grands projets d'aménagement de la montagne tel le plan neige en France voient le jour,.
Sa pratique tend à devenir plus compliquée, voire à disparaître, au début du XXIe siècle en raison du recul des glaciers dans le contexte du réchauffement climatique. La pression des groupes de protection de l'environnement limite également cette pratique en raison du caractère considéré comme invasif de l'anthropisation jusqu'à des zones de haute montagne.

## Exemples
Dans les Alpes, le ski d'été est relativement répandu bien que son activité demeure confidentielle au regard de la fréquentation hivernale du massif. En France, il se pratique à Val-d'Isère sur le glacier du Grand Pisaillas, à Tignes sur le glacier de la Grande Motte et aux Deux Alpes sur les glaciers de Mont-de-Lans et de la Girose.
La notion de ski d'été disparaît de la communication des Deux Alpes en 2023, alors que la station décide d'avancer sa période d'ouverture pour un "ski de printemps" d'avril à début juillet. Tignes et Val d'Isère n'assurent pas une ouverture au-delà de juillet. 
Du ski d'été s'est également pratiqué en France à l'Alpe d'Huez sur le glacier de Sarenne, à Val Thorens sur le glacier de Chavière et sur le glacier de Péclet,au col Sommeiller sur le glacier du même nom, à Chamonix-Mont-Blanc sur la Vallée Blanche, le glacier du Géant, le névé de l'Index et aux Grands Montets, à la Plagne sur les glaciers de la Chiaupe et de Bellecôte, à la Grave sur le glacier de la Girose ou encore de manière anecdotique au col du Galibier.
En Suisse, Saas-Fee et Zermatt, en Autriche, Neustift, Kaprun, Hintertux et Ramsau am Dachstein et en Italie, Passo Tonale, Val Senales et le col du Stelvio proposent du ski d'été.
La descente de la Vallée Blanche depuis l'aiguille du Midi jusqu'à la Mer de Glace dans le massif du Mont-Blanc se pratique l'été mais n'est pas à proprement parler du ski d'été, cette pratique s'apparentant plus à du ski de montagne.